# Brave New World (jeu de rôle)
 (mai 2022).
Si vous disposez d'ouvrages ou d'articles de référence ou si vous connaissez des sites web de qualité traitant du thème abordé ici, merci de compléter l'article en donnant les références utiles à sa vérifiabilité et en les liant à la section « Notes et références ».
Pour les articles homonymes, voir Brave New World.
Brave New World est un jeu de rôle américain publié de 1999 à 2001 par Pinnacle Entertainment puis par Alderac Entertainment Group. C'est un jeu de rôle de super-héros uchronique : les super-héros, appelés ici deltas, sont apparus pendant la Première Guerre mondiale et ont changé l'histoire. Le plus important changement que les deltas ont apporté à l'histoire est que l'assassinat du président Kennedy a été empêché et que Kennedy a depuis transformé les États-Unis d'Amérique en dictature.

## Histoire éditoriale
Le livre de base de Brave New World paraît en 1999 en anglais. Il est publié par Pinnacle Entertainment, puis repris par Alderac Entertainment Group à partir du troisième supplément. Aucun supplément ne paraît après 2001. Brave New World ne connait aucune traduction officielle dans une autre langue que l'anglais.

## Univers
L'histoire de Brave New World est identique à l'histoire de notre Terre jusqu'en 1917, quand un soldat mourant se rend compte qu'il a le pouvoir de devenir incorporel. Les premiers super-héros et super-méchants apparaissent à partir de ce moment. Dans l'entre-deux guerres, les super-héros combattent le crime et les super-méchants. Les scientifiques leur donnent le nom de deltas, la lettre grecque qui représente un changement.
Pendant la Deuxième Guerre mondiale, les super-héros se battent aux côtés des humains. En 1943, un super-héros mineur torturé dans un camp de concentration nazi subit une seconde transformation et devient immensément plus puissant qu'avant. Il prend le nom de Superior et, en une journée, va tuer Adolf Hitler et forcer le Japon à la reddition.
Superior est le premier alpha, un type de super-héros bien plus puissant qu'un delta. La guerre froide entre les États-Unis et l'URSS commence dès la fin de la guerre, mais la course aux armements porte plus sur l'obtention d'alphas par chaque camp que sur les armes atomiques.
Le principal point de divergence par rapport à notre monde est le 11 novembre 1963, quand plusieurs super-méchants attaquent la limousine du président Kennedy à Dallas. Superior sauve le président, qui aussitôt fait passer une loi appelée le Delta Registration Act, qui impose aux deltas d'enregistrer leurs pouvoirs dès qu'ils apparaissent. De plus, les droits civiques des deltas sont extrêmement rognés ; ils peuvent être réquisitionnés si besoin est. Une agence gouvernementale, delta prime, est créée pour combattre les deltas hors-la-loi. Après une sanglante bataille à New York entre les delta prime et Devastator, le super-méchant responsable de l'attentat contre Kennedy, le président s'instaure président à vie, instaure la loi martiale et établit une véritable dictature. Un mouvement de rébellion de deltas, la defiance, naît.
En 1976, Devastator fait éclater une bombe mystérieuse en haut de la Willis Tower de Chicago, au milieu d'un combat contre Superior. Soudainement, tout ce qui se trouve à moins de 25 km de l'explosion disparaît, et tous les alphas de la planète disparaissent aussi. Sur les bords du cratère ainsi formé est construite Crescent City, la ville où se trouvent les QG des delta prime mais aussi de la defiance.
La disparition de Superior en tant que menace pour les deltas rebelles déclenche une série d'événements violents causés par la defiance et divers super-méchants. Le Pacte de Varsovie et l'URSS ne s'effondrent pas à la fin des années 1980. À la place, le réacteur nucléaire de Tchernobyl est saboté par des deltas américains en 1989, déclenchant un bref échange de missiles atomiques : Atlanta, San Francisco, Kiev et Minsk sont rasées.
Le jeu propose d'incarner des deltas : principalement des rebelles de la defiance, mais il est aussi possible de jouer des delta primes. Le jeu n'étant pas manichéen, les deux côtés ont leurs bons et leurs mauvais éléments.

## Système de jeu
Le système est adapté de celui du jeu Deadlands, mais les cartes de poker y sont remplacées par des dés à six faces. Les actions se résolvent en lançant plusieurs dés à six face et en notant le plus haut score obtenu ; ce score doit dépasser la difficulté de l'action. Les jets de dés sont sans limite : chaque 6 obtenu est relancé, le nouveau résultat étant ajouté au total.
Les personnages-joueurs sont créés à partir de packages de pouvoirs tous faits.

## Sources
- fiche de Brave New World sur le GROG